# 马哈萨穆恩德
马哈萨穆恩德（Mahasamund），是印度恰蒂斯加尔邦Mahasamund县的一个城镇。总人口47203（2001年）。

## 人口
该地2001年总人口47203人，其中男性24018人，女性23185人；0—6岁人口6467人，其中男3283人，女3184人；识字率69.80%，其中男性为78.54%，女性为60.74%。